# Dinah Babitt
Dinah Babitt geb. Dinah Gottliebová, (Brno, 21 januari 1923 - Felton, 29 juli 2009) was een Amerikaans-Tsjechisch beeldhouwster en kunstschilder.
Gottliebova studeerde schilderen en beeldhouwen in Brno en Praag. Samen met haar moeder werd zij in januari 1942 naar het concentratiekamp van Theresienstadt gedeporteerd en van daar in september 1943 naar Auschwitz-Birkenau gebracht. Voor een aantal kinderen in het kamp schilderde Dina in Auschwitz een tafereel uit Walt Disneys film Sneeuwwitje en de zeven dwergen op de muur van een barak. Kamparts Franz Lucas had dit gezien. Korte tijd nadien werd zij naar kamparts Josef Mengele gebracht.
Mengele vroeg haar om portretten te maken van de slachtoffers van zijn testen. Hij wilde een boek met afbeeldingen van zijn antropologische experimenten schrijven. Als tegenprestatie zouden Gottliebová en haar moeder gespaard worden. Omdat Mengele zeer veeleisend was, duurde een portret twee weken. Verder schilderde zij beelden van Poolse en Tsjechische vrouwelijke gevangenen. Ook kampbewakers wilden dat zij portretten van hen of van hun familie maakte. Beide vrouwen overleefden op het einde van de oorlog een dodenmars uit Auschwitz. De mars voerde hen naar het kamp van Ravensbrück, waar zij nummers op vliegtuigen in Neustadt-Glewe moest schilderen.
Na de Tweede Wereldoorlog trouwde Gottliebová met de Amerikaanse filmtekenaar en schepper van de figuur Goofy, Art Babbitt (1907–1992) en volgde hem naar Hollywood. Zij scheidden in 1962. In Hollywood tekende zij karikaturen en gebruiksgrafiek voor filmstudio's in de buurt.
In de jaren 1960 verwierf het Kampmuseum van Auschwitz een aantal portretten die gesigneerd waren als „Dinah 1944“. Babitt eiste in de jaren 1970 de teruggave van de schilderijen. Zij stierf in juli 2009 aan kanker.